# Jucélio Jorgino
Jucélio Jorgino, né le 14 novembre 1991, est un footballeur international santoméen. Il évolue au poste de milieu de terrain.

## Biographie

### En club
Jucélio Jorgino joue un total de 45 matchs en troisième division portugaise (Campeonato Nacional de Seniores), sans inscrire de but.

### En équipe nationale
Il reçoit sa première sélection avec l'équipe de Sao Tomé-et-Principe le 4 juin 2016, contre le Cap-Vert (défaite 1-2). Il s'agit d'une rencontre rentrant dans le cadre des qualifications à la Coupe d'Afrique des nations 2017. Son deuxième match, contre le Maroc, a lieu trois jours plus tard (défaite 0-2).